# Точка розгалуження
Точка розгалуження або особлива точка багатозначного характеру — особлива точка повної аналітичної функції, така, що аналітичне продовження будь-якого елементу цієї функції вздовж замкненого шляху, який включає цю точку, приводить до нових елементів цієї функції.
Точки розгалуження можна розділити на дві категорії:
1. Якщо при {\displaystyle n}-кратному обході вказаного шляху ми знову отримаємо вихідний елемент, тоді дана точка називається точкою розгалуження скінченного порядку (а саме порядку {\displaystyle n-1});
2. Якщо цього не відбувається, то точка буде точкою розгалуження нескінченного порядку або логарифмічною точкою розгалуження.

Із теореми Пуанкаре — Вольтерри випливає, що даними випадками вичерпуються варіанти точок розгалуження.